# European Hydrogen Backbone
L' European Hydrogen Backbone (EHB) est un projet de réseau européen de transport d'hydrogène par gazoduc[réf. non conforme].
Le but de ce réseau est d'acheminer le gaz depuis son lieu de production vers son lieu de consommation. Il serait produit par les surcapacités électriques[réf. non conforme].[Quoi ?]